# Проект высотных исследований

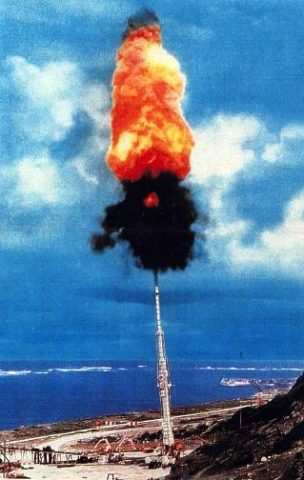
Выстрел из HARP

Проект высотных исследований (англ. High Altitude Research Project, HARP) — американо-канадский проект вывода искусственных спутников Земли на низкие орбиты с помощью специальных легкогазовых (используют в качестве расширяющегося тела не пороховые газы, а водород или гелий) пушек.

## История проекта
Проект начал реализовываться в 1961 году. Сначала он реализовывался в рамках программы изучения поведения баллистических объектов в верхних слоях атмосферы. Однако потом им заинтересовались военные, их интересовала возможность быстрого вывода спутников на низкие орбиты.
Было построено более десяти пушек HARP. Они имели разные калибры и устанавливались по всей Северной Америке — от Аризоны до Квебека. 

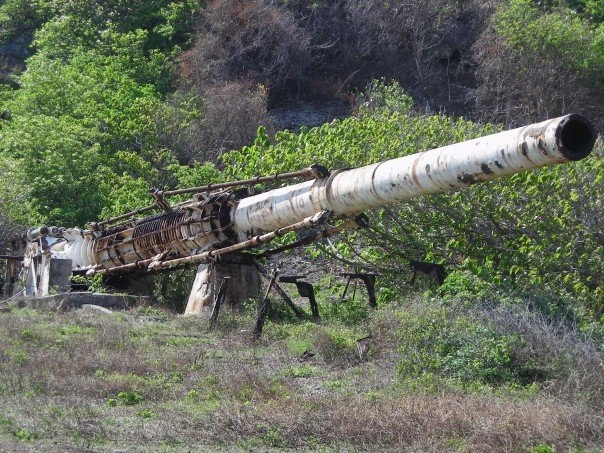
Остатки пушки в Барбадосе

Кульминацией проекта стала 16-дюймовая (406 мм) пушка, установленная на Барбадосе (Карибское море). Для улучшения баллистики снаряда в стволе перед выстрелом создавался технический вакуум; 180-килограммовые снаряды в 40-метровом стволе разгонялись до скорости 3600 метров в секунду и выбрасывались на высоту 180 километров, после чего они падали в океан. Этого было недостаточно, чтобы вывести спутник на постоянную орбиту. Однако Джеральд Булл разработал снаряд-ракету «Marlet», которая могла бы доставить небольшой спутник на орбиту.
В 1967 году проект был закрыт. 
В конце 1980-х годов наработки были использованы в иракском проекте по созданию суперпушек под названием «Вавилон»; окончательная ликвидация этой программы осуществлена силами ООН после ирано-иракской войны в 1991 году.